# Џорџтаун (Минесота)
Џорџтаун (енгл. Georgetown) град је у америчкој савезној држави Минесота.

## Демографија
По попису из 2010. године број становника је 129, што је 4 (3,2%) становника више него 2000. године.
| Група             | 2000.       | 2010.       |
| Белци             | 120 (96,0%) | 120 (93,0%) |
| Афроамериканци    | 0 (0,0%)    | 0 (0,0%)    |
| Азијати           | 0 (0,0%)    | 0 (0,0%)    |
| Хиспаноамериканци | 4 (3,2%)    | 5 (3,9%)    |
| Укупно            | 125         | 129         |